# Palácio Tauride

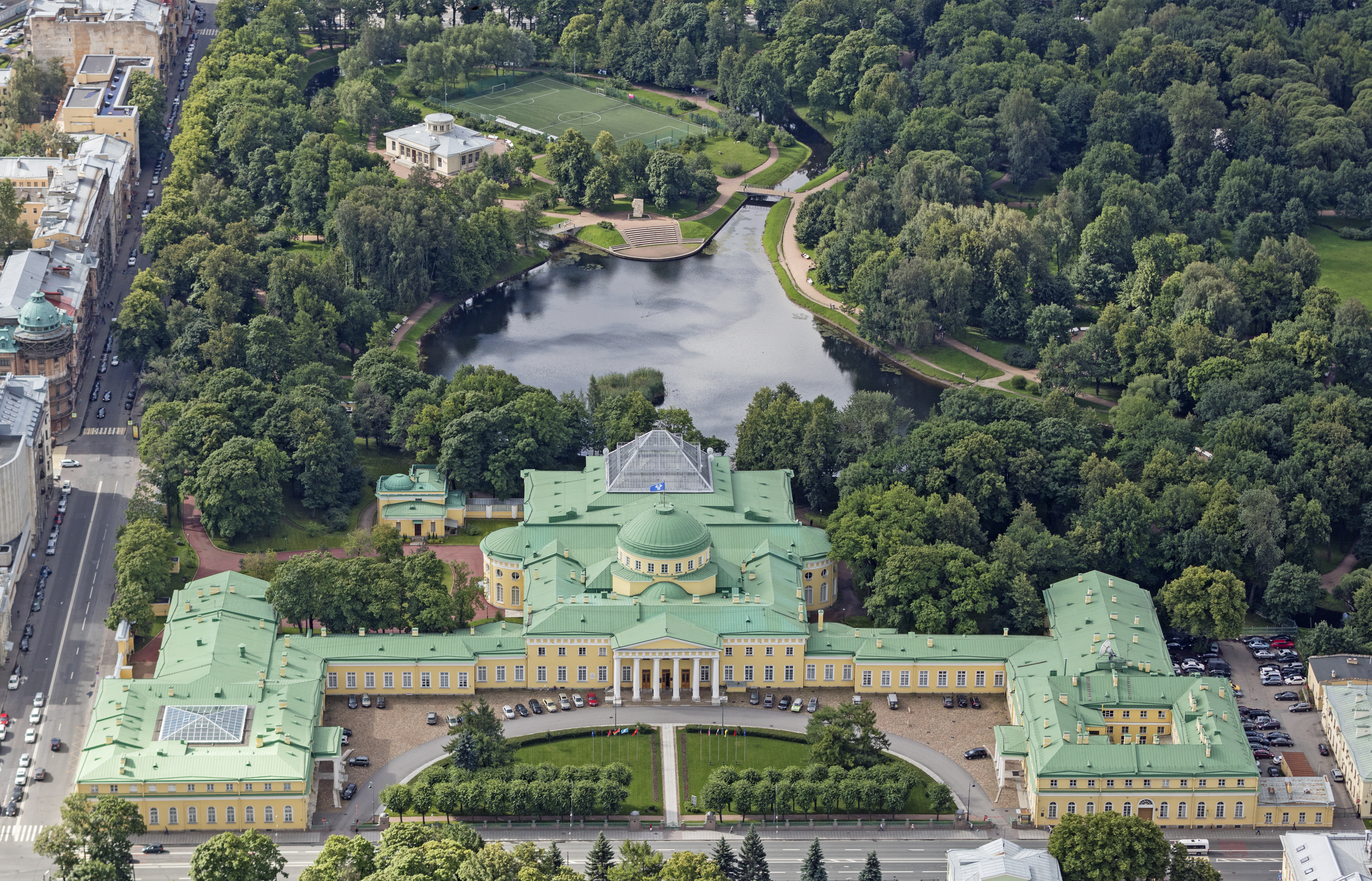
Palácio Tauride

O Palácio Tauride, em russo Tavrichesky dvorets, Таврический дворец, é um dos maiores palácios históricos de São Petersburgo, Rússia.

## A Construcção
O Príncipe Grigori Potemkin de Tauride encarregou o seu arquitecto favorito, Ivan Starov, para desenhar a sua residência na cidade num rigoroso estilo palladiano. Nos esboços e plantas do espaço, Starov exigiu um extenso parque e um porto em frente ao palácio, cuja ligação seria feita através de um canal até ao Rio Neva.
A obras do edifício iniciaram-se em 1783 e completaram-se em seis anos. Considerado a maior residência nobre do século XVIII russo, o Palácio Tauride serviu como modelo para inúmeros palácios menores ao longo da duração do Império Russo.
Antes do seu falecimento de Grigori, em 1791, Potemkim usou o palácio para promover uma enorme festa, cujo objectivo era conquistar as atenções da rainha Catarina II, sua amante desde a década de 70 e protectora, que o tornou o homem mais poderoso da Rússia. Gavrila Romanovich Derzhavin descreveu-o ao longo das suas composições.

## Catarina II
Após o falecimento do príncipe, Catarina II comprou o palácio e deixou ao encargo de Fyodor Volkov a transformação do espaço numa residência citadina de Verão, ou seja, num espaço de recreio. Volkov é responsável por grandes mudaças no piso térreo, incluindo a construcção do teatro, da igreja, da casa do jardineiro, da orangerie, de estufas, de pontes e outros trabalhos.
A aparência exterior do palácio é bastante plana e simétrica, ao revés do seu interior luxuriante. A Sala do domo é uma das maiores do país, conectada ao jardim de Inverno através de uma colunata. O Salão chinês e a Sala da tapeçaria foram ambos destruídos por Paulo I, que detestava todas as obras da mãe e que ofereceu o palácio ao seu regimento de cavalaria favorito para este servir como barracas.